# Espiadimonis ataronjat
L'espiadimonis ataronjat (Aeshna isoceles) és una espècie d'odonat anisòpter de la família dels èsnids. Es distribueix per tot Europa (més local al sud-oest) i l'extrem nord d'Àfrica (zones no desèrtiques del Marroc, Algèria i Tunísia).
Crien principalment en rases, pantans, basses i llacs rics en vegetació. Al nord de la seva distribució es decanten per pantans amb Stratiotes aloides mentre que al sud poden aparèixer en aigües corrents.